# Chuck D
Chuck D, de son vrai nom Carlton Douglas Ridenhour, né le 1er août 1960 à Roosevelt, New York, est un rappeur, producteur de musique et éditeur afro-américain. Il est l'un des cofondateurs du groupe Public Enemy avec Flavor Flav. Chuck D est l'une des figures les plus importantes de l'histoire du hip-hop, au même titre que Grandmaster Flash ou Afrika Bambaataa.
Il redéfinit le hip-hop comme une musique délivrant un message radical et engagé, notamment en faveur de la communauté afro-américaine. Il influencera toute une génération de rappeurs tels que dead prez. Le site Internet About.com le classe neuvième de sa liste des « 50 meilleurs rappeurs de tous les temps » et le magazine The Source douzième de son top 50 des meilleurs rappeurs de tous les temps.

## Biographie
Chuck D est né à Roosevelt, New York. Il est le fils de Lorenzo Ridenhour. Après avoir étudié à la Roosevelt Junior-Senior High School, Chuck D s'inscrit à l'Adelphi University de Long Island pour y étudier l'art graphique.
Après avoir entendu la démo Public Enemy Number One, le producteur Rick Rubin insiste pour le faire signer sur le label Def Jam. Les principaux albums du label sont Yo! Bum Rush the Show (1987), It Takes a Nation of Millions to Hold Us Back (1988), Fear of a Black Planet (1990), Apocalypse 91... The Enemy Strikes Black (1991), Greatest Misses (1992), et Muse Sick-n-Hour Mess Age (1994). Il figure sur la bande originale du film He Got Game en 1998. Chuck D contribue à plusieurs épisodes de la série documentaire The Blues. Il participe également à plusieurs titres et albums d'artistes et groupes comme Janet Jackson, Kool Moe Dee, The Dope Poet Society, Run–D.M.C., Ice Cube, Boom Boom Satellites, Rage Against the Machine, Anthrax, et John Mellencamp.
En 1990, il participe au titre Kool Thing, une chanson du groupe de rock alternatif Sonic Youth, et chante avec Flavor Flav sur le titre Tweakin' extrait de son album The Cinderella Theory.
En 1993, il produit Got 'Em Running Scared, un album du groupe Chief Groovy Loo and the Chosen Tribe signé sur le label Ichiban Records.
En 1996, il sort Autobiography of Mistachuck sur le label Mercury Records. Il fait quelques apparitions pour les Video Vanguard Awards. Il prête également sa voix au DJ Forth Right MC dans le jeu vidéo Grand Theft Auto: San Andreas sorti en 2004.
En 2009, il collabore à l'ouvrage The Love Ethic: The Reason Why You Can't Find and Keep Beautiful Black Love de Kamau et Akilah Butler. Il participe également à l'album de Brother Ali, Us.

## Vie privée
Chuck D est marié à Gaye Theresa Johnson, professeur au Department of Black Studies de l'Université de Californie, à Santa Barbara,. Il est également pesco-végétariste.

## Discographie

### Albums studio
- 1996 : Autobiography of Mistachuck
- 2014 : The Black in Man

### Compilation
- 2010 : I Don't Rhyme for the Sake of Riddlin' (sous le nom Mistachuck)